# 慶佐次通信所

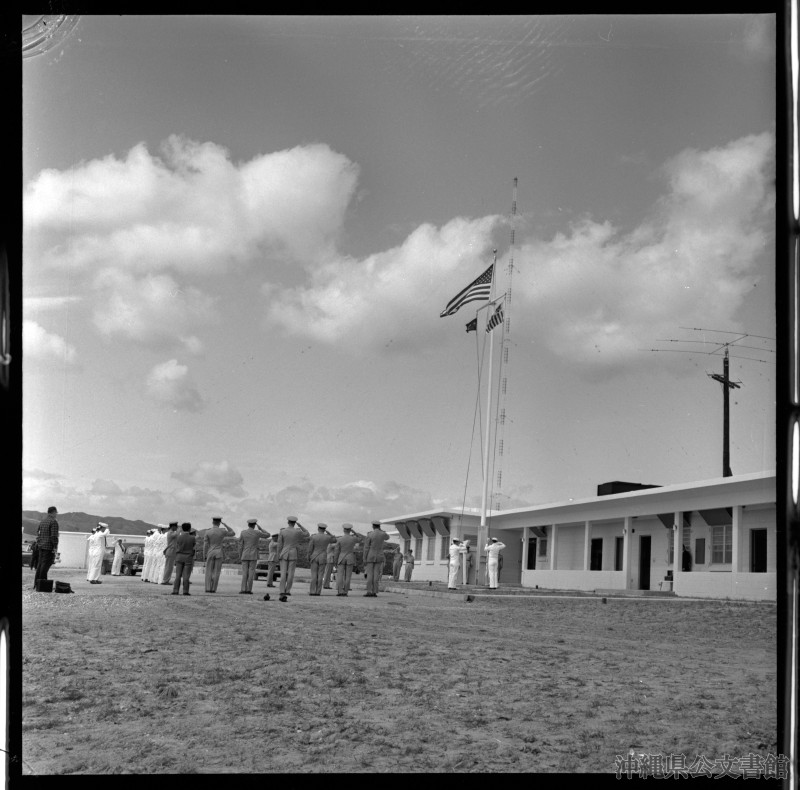
1968年11月16日、東村慶佐次の新ロラン局、開局式。(沖縄県公文書館所蔵)

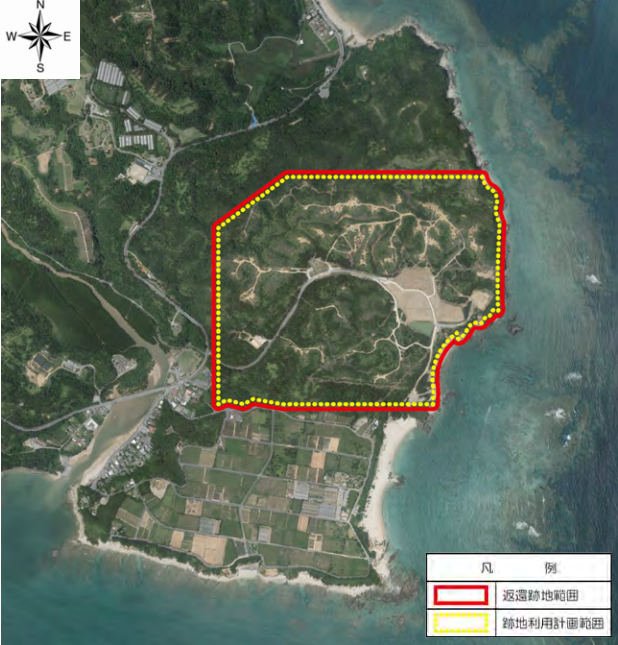
慶佐次通信所の返還 (2016年)

慶佐次通信所（げさじつうしんじょ、Gesaji Communication Site）は、かつて沖縄県国頭郡東村に位置した約0.01km2の米軍基地 (施設番号 FAC6006)。1963年11月、うるま市伊計島の伊計島ロラン局を東村慶佐次に移転し開設した。慶佐次通信所は国内最後のロランC局として2015に閉局し、土地は2016年に日本に返還された。なお、施設名の「慶佐次」は「げさじ」と発声するが、字名としての「慶佐次」は「げさし」と発声する。

## 基地概要
1963年11月16日、うるま市伊計島にあった伊計ロラン局を東村慶佐次に移転し、慶佐次ロランC局を開局した。通信所が占めていた土地は、すべて私有地である。
- 名称: 慶佐次通信所（Gesaji Communication Site）
- 場所: 東村字慶佐次
- 面積: 74,700㎡
- 周辺水域：
- 管轄：米陸軍 第10地域支援群司令部 第58通信大隊
- 用途：通信施設 (ロランC局)
- 任務：長崎県の佐世保基地と沖縄の米軍基地とを結ぶ光ファイバー通信施設の維持管理。

## 地理
- 東村字慶佐次の東側高台に位置した。慶佐次川では沖縄本島で最大級のマングローブ林が広がり、慶佐次湾のヒルギ林は国指定天然記念物となっている。国道331号を挟んで西側には東村ふれあいヒルギ公園がある。

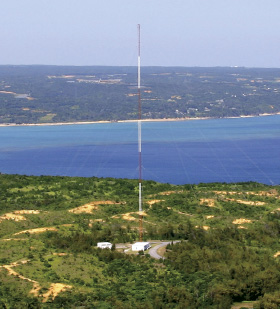
2015年に閉局した慶佐次ロランC局のアンテナ

## 沿革
- 1962年（昭和37年）10月15日：米軍（沿岸警備隊）によって[1]「慶佐次ロラン（LORAN) C局」[2]として使用開始[3]。約200mの高い塔から発射される電波が、他局と協力して西太平洋全域をカバーした (北西太平洋ロランCチェーン)。
- 1972年（昭和47年）5月15日：沖縄返還協定了解覚書A表で継続使用の米軍基地として提供される。
- 1991年（平成3年）7月：佐世保基地と同通信所を結ぶ海底光ファイバーケーブルを敷設。
- 1993年（平成5年）7月：米国が人工衛星による測位システムGPSに重点を置くことからロランCチェーンの運用終了を打診、業務が米軍沿岸警備隊から海上保安庁（第11管区海上保安本部）へ移管、運用が開始される。
- 1995年（平成7年）4月1日：施設管理権が米海軍（沿岸警備隊）から米陸軍へ移管。
- 2015年（平成27年）2月1日：午前9時零分、最後の国内のロランC局となった慶佐次ロランC局が閉局する[4][5]、2月27日には土地と周辺水域が返還された[6]。3月に鉄塔を解体。4月中旬から原状回復工事を実施。
- 2016年4月1日：約54年ぶりに所有者に土地が引き渡された[7]。

## その他
1963年～1975年頃、施設建設の際に樹林を伐除して整地したため保水力が低下し、降雨時に通信所から雨水が流入し赤土が堆積して廃田の状態で休耕を余儀なくされた。
2015年、4月の村長選の公約に掲げるため、東村の伊集盛久村長らが跡地のUSJ誘致計画などについて首相官邸で菅官房長官らと会談し、誘致への協力を求めていた。

## 沖縄にあった米軍のロラン局
1942年10月、第二次大戦中に米国が開発し実用化したLORANのシステムが太平洋上で業務を開始し、太平洋戦争に貢献した。戦後も、米国防省は軍事的理由から北半球各地にロランチェーンを展開し、占領後の沖縄や日本と周辺地域にロラン局を設置した。以下は米沿岸警備隊が沖縄で開設したロラン局である。
|                    | 開設       | 移管          | 閉局         |
| ------------------ | ---------- | ------------- | ------------ |
| 伊計島ロラン局     | 1945年9月  |               | 1963年       |
| 宮古島ロラン (A局) | 1953年8月  | 1972年5月15日 |              |
| 慶佐次通信所 (C局) | 1963年11月 | 1978年2月1日  | 2015年2月1日 |